# Coryphaenoides bucephalus
Coryphaenoides bucephalus es una especie de pez de la familia Macrouridae en el orden de los Gadiformes.

## Morfología
• Los machos pueden llegar alcanzar los 59 cm de longitud total.

## Hábitat
Es un pez de aguas profundas que vive entre 1.480-2.880 m de profundidad.

## Distribución geográfica
Se encuentra desde Panamá hasta el Perú, incluyendo las Islas Galápagos.